# Calumma nasutum
Calumma nasutum este o specie de cameleoni din genul Calumma, familia Chamaeleonidae, descrisă de Mertens 1933. A fost clasificată de IUCN ca specie cu risc scăzut. Conform Catalogue of Life specia Calumma nasutum nu are subspecii cunoscute.